# (29394) Hirokohamanowa
(29394) Hirokohamanowa est un astéroïde de la ceinture principale.

## Description
(29394) Hirokohamanowa est un astéroïde de la ceinture principale. Il fut découvert le 12 juillet 1996 à Nanyo par Tomimaru Okuni. Il présente une orbite caractérisée par un demi-grand axe de 2,68 UA, une excentricité de 0,16 et une inclinaison de 12,5° par rapport à l'écliptique.

## Compléments